# Asteron tasmaniense
Asteron tasmaniense là một loài nhện trong họ Zodariidae.
Loài này thuộc chi Asteron. Asteron tasmaniense được Rudy Jocqué & Barbara C. Baehr miêu tả năm 2001.